# آنتونیه
آنتونیه (به فرانسوی: Antoigné) یک کمون در فرانسه است که در canton of Montreuil-Bellay واقع شده‌است. آنتونیه ۱۷٫۸۷ کیلومتر مربع مساحت دارد ۴۱ متر بالاتر از سطح دریا واقع شده‌است.